# Brabus

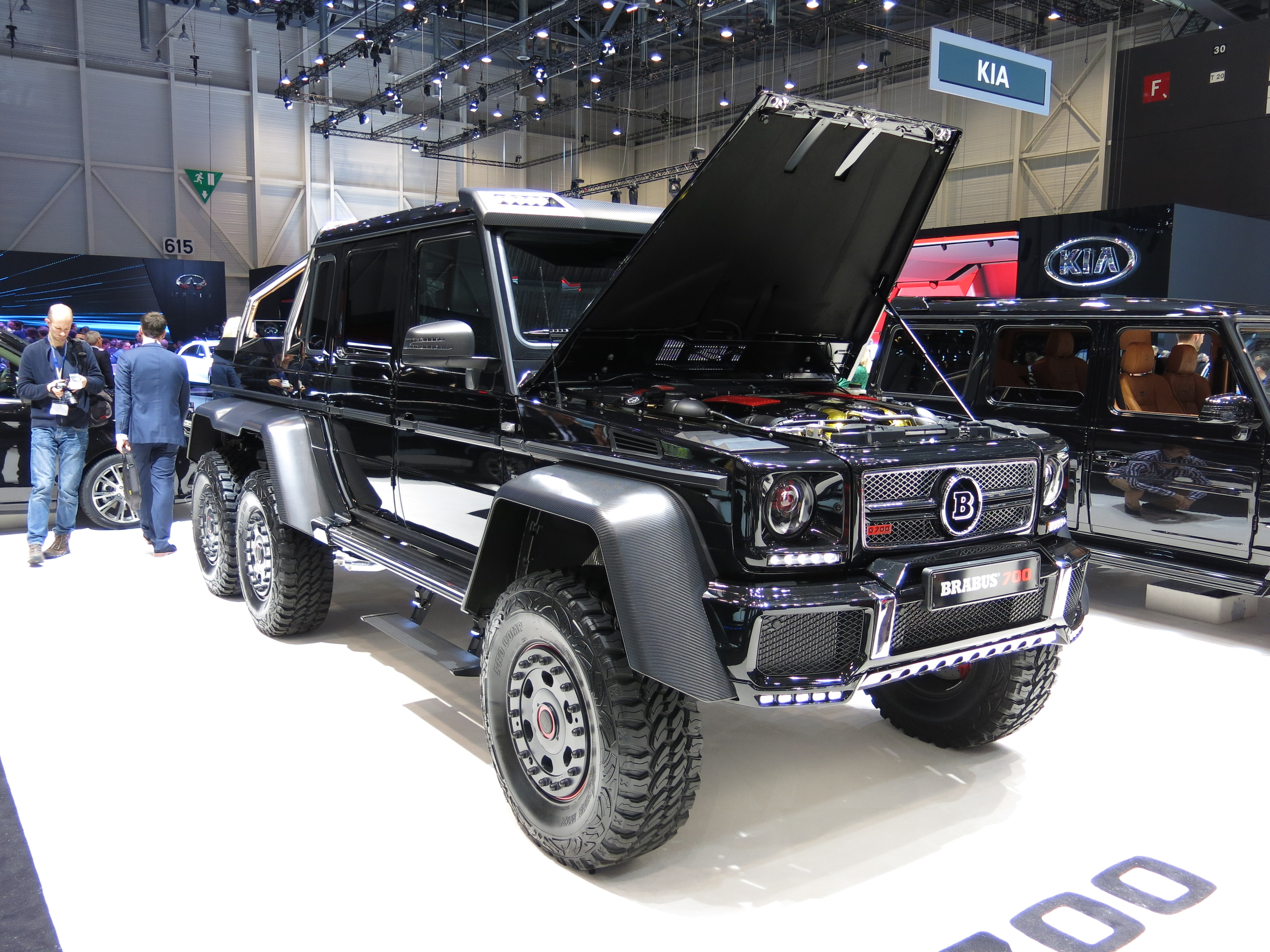
Un véhicule tout terrain préparé par Brabus.

Brabus est un préparateur automobile allemand sur les modèles de série de Mercedes-Benz, Smart, Maybach mais également de Porsche et Rolls-Royce depuis 2022. L'entreprise est basée à Bottrop, aux environs de Düsseldorf en Allemagne. Ayant obtenu le statut de constructeur, ce qui le différencie des autres préparateurs, les véhicules Brabus ne sont pas badgés du logo Mercedes.
Fondé en 1977 par Klaus Brackmann et Bodo Buschmann, Brabus est devenu le préparateur incontournable pour tous ceux désirant maximiser le potentiel des autos construites à Stuttgart, en excluant AMG la filière officielle sportive de Daimler.
Le principal objectif de Brabus est d'optimiser au maximum les performances du moteur à travers les augmentations combinées de la puissance et du couple. La société s'occupe également des aspects intérieur et extérieur des voitures, allant de la moquette aux instruments électroniques, en passant par les accessoires esthétiques comme les jantes ou les échappements notamment. À l'instar de Alpina pour BMW, les véhicules bénéficient de tests drastiques et respectent même le difficile cahier des charges européen en termes de pollution malgré l'augmentation de puissance.
Brabus est le préparateur officiel de Smart. Une branche Brabus Classic s'est ouverte dans le but de restaurer de vieilles Mercedes.
Les principaux concurrents de Brabus sont AMG, ABT Sportline, Lorinser, Carlsson, Kleemann, et RENNtech.

## Export
- 2014 : Arrivée officielle en Chine avec l'ouverture du premier show-room[1],[2].

## Modèles

### Smart
#1
#3
#5
- Fortwo
- ForFour
- Roadster coupé
- Roadster cabriolet

### Mercedes

#### Modèles basés sur laClasse GLA
| Modèle | Modèle Mercedes-Benz | Années | Type moteur | Cylindrée | Puissance | Couple | Masse | Consommation normalisée | V. max | 0-100 km/h | Production |
| Modèle | Modèle Mercedes-Benz | Années | Type moteur | cm3       | ch        | N m    | kg    | L/100 km                | km/h   | s          | Production |
| ------ | -------------------- | ------ | ----------- | --------- | --------- | ------ | ----- | ----------------------- | ------ | ---------- | ---------- |
|        | (X156)               | -      | -           | -         | -         | -      | -     | -                       | -      | -          | -          |

#### Modèles basés sur laClasse C
| Modèle | Modèle Mercedes-Benz | Années | Type moteur | Cylindrée | Puissance | Couple | Masse | Consommation normalisée | V. max | 0-100 km/h | Production |
| Modèle | Modèle Mercedes-Benz | Années | Type moteur | cm3       | ch        | N m    | kg    | L/100 km                | km/h   | s          | Production |
| ------ | -------------------- | ------ | ----------- | --------- | --------- | ------ | ----- | ----------------------- | ------ | ---------- | ---------- |
| B40    | (W205) C63 AMG S     | -      | -           | -         | 600       | -      | -     | -                       | -      | -          | -          |

##### Production
| W202 | W203 | W204 | W205 | Total |
| ---- | ---- | ---- | ---- | ----- |
| -386 | -    | -    | -    | -     |

#### Modèles basés sur laClasse E
| Modèle | Modèle Mercedes-Benz | Années | Type moteur | Cylindrée | Puissance | Couple | Masse | Consommation normalisée | V. max | 0-100 km/h | Production |
| Modèle | Modèle Mercedes-Benz | Années | Type moteur | cm3       | ch        | N m    | kg    | L/100 km                | km/h   | s          | Production |
| ------ | -------------------- | ------ | ----------- | --------- | --------- | ------ | ----- | ----------------------- | ------ | ---------- | ---------- |
| V12    | (W211)               | -      | -           | -         | 640       | -      | -     | -                       | -      | -          | -          |

#### Modèles basés sur laClasse GLE250 d 2017
| Modèle | Modèle Mercedes-Benz      | Années | Type moteur | Cylindrée | Puissance | Couple | Masse | Consommation normalisée | V. max | 0-100 km/h | Production |
| Modèle | Modèle Mercedes-Benz      | Années | Type moteur | cm3       | ch        | N m    | kg    | L/100 km                | km/h   | s          | Production |
| ------ | ------------------------- | ------ | ----------- | --------- | --------- | ------ | ----- | ----------------------- | ------ | ---------- | ---------- |
| 850    | (Classe GLE) GLE 63 AMG S | -      | -           | -         | 850       | -      | -     | -                       | -      | -          | -          |

#### Modèles basés sur laClasse G
| Modèle       | Modèle Mercedes-Benz | Années | Type moteur | Cylindrée | Puissance | Couple | Masse | Consommation normalisée | V. max | 0-100 km/h | Production |
| Modèle       | Modèle Mercedes-Benz | Années | Type moteur | cm3       | ch        | N m    | kg    | L/100 km                | km/h   | s          | Production |
| ------------ | -------------------- | ------ | ----------- | --------- | --------- | ------ | ----- | ----------------------- | ------ | ---------- | ---------- |
| 850 Widestar | (Classe G)           | -      | -           | -         | 850       | -      | -     | -                       | -      | -          | -          |

#### Modèles basés sur laClasse S
| Modèle     | Modèle Mercedes-Benz | Années | Type moteur | Cylindrée | Puissance                    | Couple | Masse | Consommation normalisée | V. max | 0-100 km/h | Production |
| Modèle     | Modèle Mercedes-Benz | Années | Type moteur | cm3       | ch                           | N m    | kg    | L/100 km                | km/h   | s          | Production |
| ---------- | -------------------- | ------ | ----------- | --------- | ---------------------------- | ------ | ----- | ----------------------- | ------ | ---------- | ---------- |
| Rocket 900 | (W222) S 65 AMG      | -      | V12         | -         | 900                          | -      | -     | -                       | 350    | 3,7        | -          |
| B50 Hybrid | (W222) S500e         | -      | -           | -         | 500 (116 (électrique) + 383) | -      | -     | -                       | -      | -          | -          |

##### Modèles basés sur laClasse S Maybach
| Modèle | Modèle Mercedes-Benz | Années | Type moteur | Cylindrée | Puissance | Couple | Masse | Consommation normalisée | V. max | 0-100 km/h | Production |
| Modèle | Modèle Mercedes-Benz | Années | Type moteur | cm3       | ch        | N m    | kg    | L/100 km                | km/h   | s          | Production |
| ------ | -------------------- | ------ | ----------- | --------- | --------- | ------ | ----- | ----------------------- | ------ | ---------- | ---------- |
| 540    | (W222) S500          | -      | -           | -         | 540       | -      | -     | -                       | -      | -          | -          |
| 900    | (W226)S600           | -      | -           | -         | 900       | -      | -     | -                       | -      | -          | -          |

#### Modèles basés sur laAMG GT
| Modèle | Modèle Mercedes-Benz | Années | Type moteur | Cylindrée | Puissance | Couple | Masse | Consommation normalisée | V. max | 0-100 km/h | Production |
| Modèle | Modèle Mercedes-Benz | Années | Type moteur | cm3       | ch        | N m    | kg    | L/100 km                | km/h   | s          | Production |
| ------ | -------------------- | ------ | ----------- | --------- | --------- | ------ | ----- | ----------------------- | ------ | ---------- | ---------- |
| S 600  | (Classe AMG GT)      | -      | -           | -         | 600       | -      | -     | -                       | -      | -          | -          |

#### Modèles basés sur laClasse V
| Modèle | Modèle Mercedes-Benz | Années | Type moteur | Cylindrée | Puissance | Couple | Masse | Consommation normalisée | V. max | 0-100 km/h | Production |
| Modèle | Modèle Mercedes-Benz | Années | Type moteur | cm3       | ch        | N m    | kg    | L/100 km                | km/h   | s          | Production |
| ------ | -------------------- | ------ | ----------- | --------- | --------- | ------ | ----- | ----------------------- | ------ | ---------- | ---------- |
| V 250  | (W447) V 250 CDI     | -      | -           | -         | 235       | -      | -     | -                       | -      | -          | -          |

### Maybach
- 57 SV12S

### Tesla
- Roadster
- Model S

### Wey
- VV7[3]